# Рыбко, Николай Степанович
Никола́й Степа́нович Рыбко́ (26 марта 1911 — 28 августа 1977) — советский лётчик-испытатель, Герой Советского Союза, заслуженный лётчик-испытатель СССР (1976 год).

## Биография
Родился 26 марта 1911 года в Москве. В 1929 году окончил курсы шофёров, работал водителем. С 1932 года — техник по испытаниям самолётов в ЦАГИ. В 1933 году окончил Московский авиационный техникум, а в 1935 году — лётную школу при ЦАГИ, затем Качинскую военную авиационную школу лётчиков.
В 1935—1939 годах — лётчик-испытатель ЦАГИ. Провёл: испытания ВИТ-1 (1937); «Сталь-11» (1937—1938); самолёта «Стрела» (1938); самолёта «Иванов» конструкции Н. Н. Поликарпова (1938); испытания на штопор И-14 (1937), И-16 (1938), ПИ (1939); испытания на дальность АНТ-37 (1938). Участвовал в первом полёте и испытаниях АНТ-42 (Пе-8) (1936—1937). Во время испытаний на штопор два раза покидал самолёты с парашютом.

Он подготовился, сдал экстерном экзамены и получил диплом инженера. В высшие учебные заведения его как сына репрессированного не принимали. Рыбко в совершенстве овладел английским языком и оказался во всех отношениях наиболее подготовленным инженером, способным представлять нашу авиапромышленность в 50-х годах на Всемирной выставке в Бельгии

.
В 1939 году попал в автомобильную катастрофу. Из-за тяжёлой травмы ноги временно не смог продолжить работу лётчика-испытателя и стал инженером ЦАГИ. В апреле 1941 года стал ведущим инженером Лётно-исследовательского института.
В июне 1941 добился восстановления на лётной работе в Лётно-исследовательском институте. Выполнил первый полёт (19.05.1947) и провёл испытания Ту-4 (1947—1949). Провёл испытания: Як-7А (1942); Як-7Б (1942); силовой установки Як-9У (1943); Ил-6 (1944); Пе-2ВИ с гермокабиной (1944); «Москито-IV» (1944), Ме-163 в планерном варианте (1946), ЛЛ-2 (1947—1949). Участвовал в облёте: ТИС (А) (1942), планера БДП (1942), Ще-2 (1943), самолёта «302» в планерном варианте (1944), МиГ-9 (1947), МиГ-15 (1949), самолёта «82» (1949).
За время лётной работы освоил около 110 типов самолётов и планеров.
В 1951 году стал лётчиком-испытателем ОКБ Туполева. Выполнил первый полёт и провёл испытания реактивного бомбардировщика Ту-16 (1952—1954).
В 1954 году вновь попал в тяжёлую автомобильную аварию, не смог вернуться на лётную работу.
Указом Президиума Верховного Совета СССР от 1 мая 1957 года за мужество и героизм, проявленные при испытании новой авиационной техники, Рыбко было присвоено звание Героя Советского Союза.
Рыбко Николай Степанович был среди десяти первых кавалеров почётного звания «Заслуженный летчик-испытатель СССР» за многолетнюю и творческую работу по испытаниям новой авиационной техники, присвоение звания 17 февраля 1959 года.
Продолжал работать в ОКБ Туполева до 1963 года. Жил в Москве.

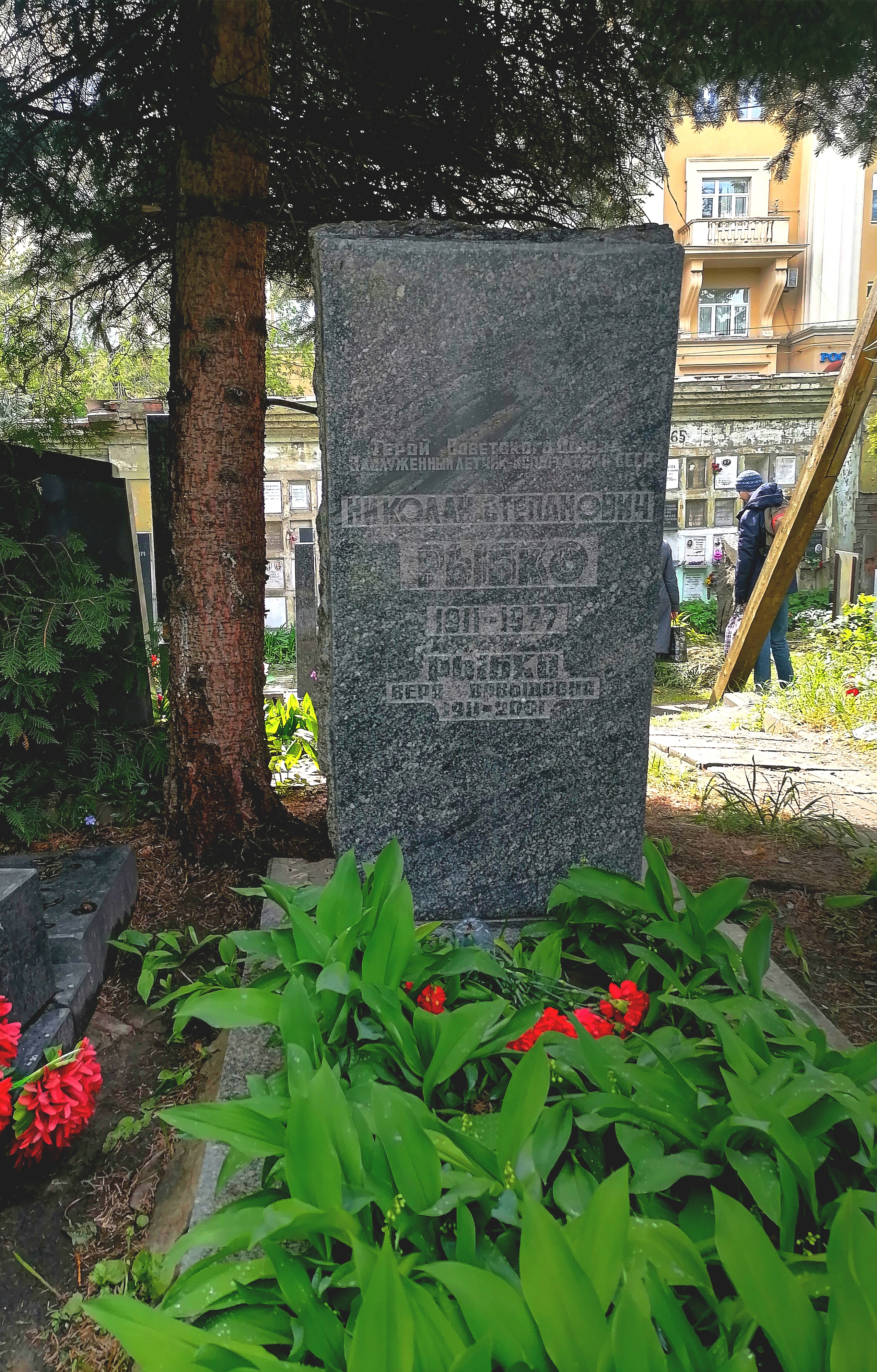
Могила на Донском кладбище

Скончался 28 августа 1977 года. Похоронен на Донском кладбище.

### Семья
Отец — церковный староста в церкви на Донской. После ареста и убийства(источник информации не указан, а примечание 4 некорректно) патриарха Всея Руси Тихона был арестован.
Братья Николая Степановича тоже были связаны с авиацией:
- Старшим братом Николая Степановича был Александр Стефанович (Степанович) Рыбко (1900—1923), красный летчик, военлет 4 отдельного авиаотряда в Туркестане. Судя по надписи на могиле: «погиб на Туркестанском фронте 30 октября 1923 года». А. С. Рыбко похоронен в некрополе Донского монастыря, возле малого собора[7]. Он был посмертно награждён орденом Красного Знамени (РСФСР)[8].
- Константин Степанович был инженером, начальником цеха в Фронтовых авиаремонтных мастерских (ФАРМ-22) осенью 1941 года[9].

Жена — Яхнина Вера Давидовна (1911—?), доцент кафедры металловедения Московского института химического машиностроения, сестра доктора химических наук, профессора Евгения Давыдовича Яхнина (род. 1923), троюродная сестра поэта Наума Коржавина.

### Воспоминания о Рыбко Н. С.
Был на аэродроме совсем молодой лётчик. И прибыла новая машина под названием «Стрела». Самые опытные испытатели делали на ней пробежки и подлеты и пришли к выводу: лететь на «Стреле» нельзя, самолёт дрянь, слишком велик риск. И все же молодой летчик вызвался испытать «Стрелу» в полете. На него смотрели как на отпетого, как на безумца. Машина и впрямь оказалась плоха, полеты на ней были архиопасны, и все же Николай Рыбко, не убоявшись смерти, поднял её в воздух, а так как учатся и на ошибках, полеты его многое объяснили ученым и конструкторам. Потом другой случай: он вызвался испытать новый истребитель, который до этого был в воздухе и разбился, и летчик с трудом выбросился на парашюте. Но опять Рыбко, зная, на что идет, взлетел на этом самолёте и в небе изучал недостатки его. Тут мало смелости, тут надобна одержимость… У Николая Степановича Рыбко многому научились и Гринчик и Галлай, интереснейшие полеты проводил он, и я знаю, что жизнь Героя Советского Союза, заслуженного летчика-испытателя СССР Рыбко достойна особой книги.— Аграновский Анатолий, Открытые глаза. глава 16.

В последующие годы история создания «Ту-четвёртых» не раз комментировалась. Спорили о том, что же это было: копия или аналог? Не уверен, что терминологические дискуссии на эту тему имеют смысл: все равно, какой ответ тут ни дай, суть дела от этого не изменится.
…Размах созданию самолёта Ту-4 был придан с самого начала непривычно широкий. Даже заложен он был не в одном, и не в двух, и даже не в трех опытных экземплярах, а сразу малой серией.
Два десятка машин этой серии должны были выходить со сборки и начинать испытания с небольшими интервалами одна за другой. Почётное задание возглавить экипаж первого головного самолёта получил Н. С. Рыбко.

Командиром следующего корабля — «двойки» — был назначен я.— М.Галлай, Испытано в небе

Сорок лет дружил с Заслуженным летчиком-испытателем, Героем Советского Союза Николаем Степановичем Рыбко. И конечно, не потому, что у него четыре ордена Ленина. А потому, что был он человеком, который умел сопереживать. Это основное качество друга. — Небо Марка Галлая

## Награды и почётные звания
- Медаль «Золотая Звезда» № 11148
- четыре ордена Ленина
- орден Красного Знамени
- орден Отечественной войны I степени
- орден Трудового Красного Знамени
- Заслуженный лётчик-испытатель СССР (по негласному правилу, звания присваивались только действующим испытателям. Однако уже в первом Указе было допущено отступление от этого правила — звание получил Н. С. Рыбко, уже пять лет не летавший вследствие увечий, полученных в автомобильной аварии. Однако его вклад в советскую авиацию был так велик, что ни у кого не возникло никаких сомнений в правомочности данного награждения)
- другие награды